# Байцуры
Байцуры — село в Борисовском районе Белгородской области, входит в состав Грузсчанского сельского поселения.

## География
Байцуры расположены в южной части Борисовского района. Село находится в 18 км от районного центра Борисовка. Границы села: с северо-востока граничит с Белгородским районом (с. Щетиновка и с. Солохи), с юга — с Харьковской областью (с. Уды), с запада находится с. Грузское. На территории села находятся несколько прудов и участок Борисовского рыбхоза, расположенный в пойме р. Гостенка.

## Климат
Природа села типична для лесостепной зоны — переходной между лесной и степной природными зонами. Имеются лесные массивы: на юго-западе села - Нежибельский лес, на северо-западе — сосново-еловый лес. Рельеф сильно расчленен, представляет собой холмистую равнину. На территории села крупные балки, поросшие растительностью и деревьями: верба, береза, липа; овраги, которые представляют собой серьезную эрозию рельефа. Имеется много лугов для выпаса скота.
Климат умеренно континентальный. Зимы умеренно холодные, лето жаркое, что способствует выращиванию озимой пшеницы, яровой, гороха, ячменя, сахарной свеклы, подсолнечника и др.

## История
Основание села уходит в далекое прошлое. В XVIII веке на землях нынешнего села поселился зажиточный крестьянин Степан Байцур и первоначальное название поселение получило от его основателя и было названо с. Байцуры, и формировалось до середины XIX века. Он был атаманом в управлении поселения. В 1756-1759 гг. Степан Байцур был в должности приказчика Борисовской вотчины. Население села состояло преимущественно из украинцев.
В 1861 году было отменено крепостное право и образовались волости. Село вошло в Высоковскую волость.
В начале XX века село было расчленено на хутора. Эти хутора прекратили свое существование в годы советской власти.
В январе 1918 года с установлением в Борисовке власти Совета солдатских депутатов на территории села была установлена советская власть.
С июля 1928 года село Байцуры — центр Байцуровского сельского Совета (7 сел и хутор) в Борисовском районе.
В 1929 году крестьяне начали объединяться в сельхозартель.
Летом 1930 года велась усиленная борьба по созданию колхозов с противниками коллективизации.
В 1936 году была организована партийная ячейка.
Осенью 1941 года немецкие войска оккупировали село. 6 августа 1943 года в результате упорных боев село было освобождено.
В 1958 году в Байцуровском сельском Совете Борисовского района — одно село и шестнадцать хуторов.

## Население
В 1931 году в с. Байцуры насчитывалось 286 жителей. На 17 января 1979 года в Байцурах 451 житель, на 12 января 1989 года — 317 (149 мужчин, 168 женщин). В 1997 году — 353 жителя.
| 2002 | 2010 |
| ---- | ---- |
| 349  | ↗363 |

## Известные уроженцы
- Прокопенко, Григорий Дмитриевич (1924—1993) — Герой Советского Союза.
- Спольник, Григорий Иванович (1902—1944) — Герой Советского Союза.